# Coupe Davis 1931

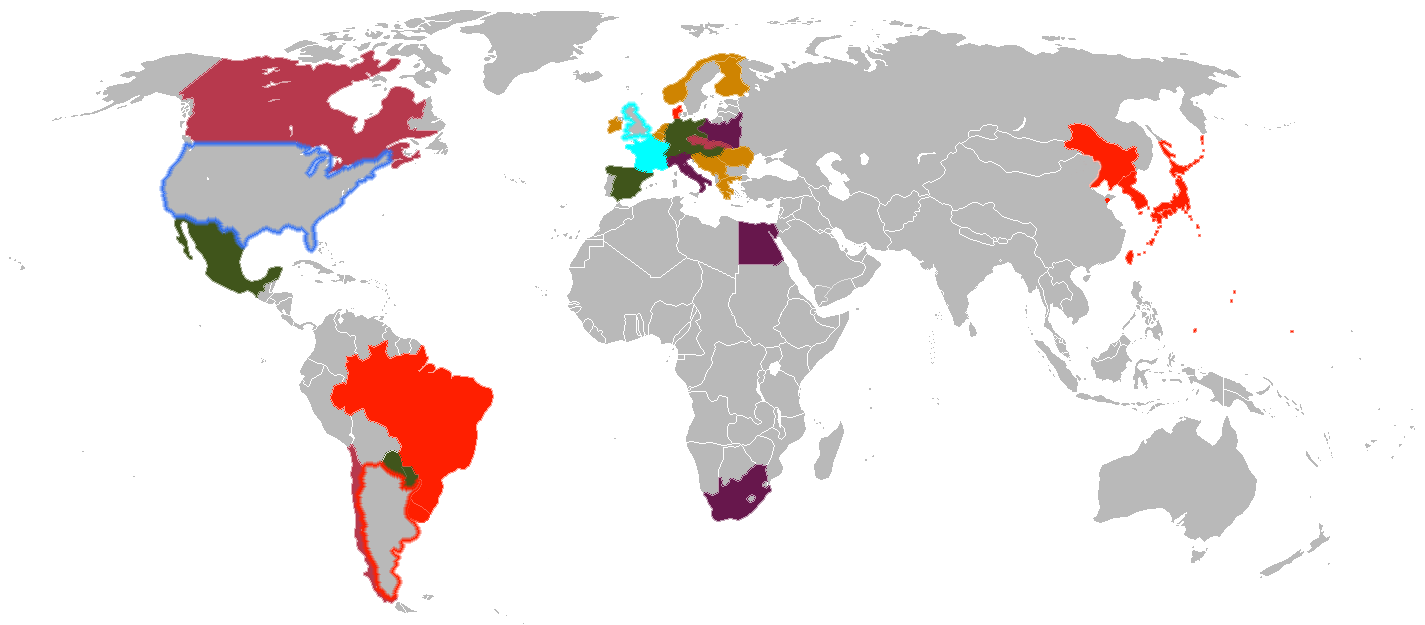
Pays participant à la Coupe Davis de 1931.

La Coupe Davis 1931 est remportée par la France qui, grâce à sa victoire finale face au Royaume-Uni, parvient à remporter un cinquième saladier d'argent consécutif.

## Finale
Équipe de France : Jean Borotra, Christian Boussus, Jacques Brugnon, Henri Cochet, Capitaine : Pierre Gillou et René Lacoste
Équipe du Royaume-Uni : Henry W. Austin, G. Patrick Hughes, Charles H. Kingsley, Fred J. Perry, Capitaine : Herbert Barrett
| | France | 3                                 | - | 2  | Royaume-Uni |   |   |
| --- | ------ | --------------------------------- | - | -- | ----------- | - | - |
| Stade Roland-Garros, Paris |        |                                   |   |    |             |   |   |
| du 24 juillet au 26 juillet 1931 |        |                                   |   |    |             |   |   |
| \| 1 \| \| Henri Cochet \| 3 \| 11 \| 6 \| 6 \| \| \| 1 \| \| Bunny Austin \| 6 \| 9 \| 2 \| 4 \| \| \| 2 \| \| Jean Borotra \| 6 \| 8 \| 0 \| 6 \| 4 \| \| 2 \| \| Fred Perry \| 4 \| 10 \| 6 \| 4 \| 6 \| \| 3 \| \| Jacques Brugnon - Henri Cochet \| 6 \| 5 \| 6 \| 8 \| \| \| 3 \| \| Patrick Hughes - Charles Kingsley \| 1 \| 7 \| 3 \| 6 \| \| \| \| \| \| \| \| \| \| \| \| 4 \| \| Jean Borotra \| 5 \| 3 \| 6 \| 5 \| \| \| 4 \| \| Bunny Austin \| 7 \| 6 \| 3 \| 7 \| \| \| \| \| \| \| \| \| \| \| \| 5 \| \| Henri Cochet \| 6 \| 1 \| 9 \| 6 \| \| \| 5 \| \| Fred Perry \| 4 \| 6 \| 7 \| 3 \| \| \| \| \| \| \| \| \| \| \| |        |                                   |   |    |             |   |   |
| 1 |        | Henri Cochet                      | 3 | 11 | 6           | 6 |   |
| 1 |        | Bunny Austin                      | 6 | 9  | 2           | 4 |   |
| 2 |        | Jean Borotra                      | 6 | 8  | 0           | 6 | 4 |
| 2 |        | Fred Perry                        | 4 | 10 | 6           | 4 | 6 |
| 3 |        | Jacques Brugnon - Henri Cochet    | 6 | 5  | 6           | 8 |   |
| 3 |        | Patrick Hughes - Charles Kingsley | 1 | 7  | 3           | 6 |   |
| |        |                                   |   |    |             |   |   |
| 4 |        | Jean Borotra                      | 5 | 3  | 6           | 5 |   |
| 4 |        | Bunny Austin                      | 7 | 6  | 3           | 7 |   |
| |        |                                   |   |    |             |   |   |
| 5 |        | Henri Cochet                      | 6 | 1  | 9           | 6 |   |
| 5 |        | Fred Perry                        | 4 | 6  | 7           | 3 |   |
| |        |                                   |   |    |             |   |   |